# Frank Pingel
Frank Pingel (Aarhus, 9 mei 1964) is een voormalig Deens voetballer, die speelde als aanvaller gedurende zijn carrière. Hij beëindigde zijn loopbaan in 1995 bij de Franse club Lille OSC.

## Interlandcarrière
Pingel speelde in totaal elf officiële interlands voor het Deens nationaal elftal en scoorde vijf keer voor zijn vaderland. Onder leiding van bondscoach Richard Møller Nielsen maakte hij zijn debuut op 4 september 1991 in de vriendschappelijke wedstrijd tegen IJsland (0-0) in Reykjavík, net als Peter Møller (AaB Aalborg) en Heine Fernandez (Silkeborg IF).

## Erelijst
Aarhus GF
- Deense beker

1987, 1988
 Brøndby IF
- Landskampioen

1990, 1991
- Deense beker

1989